# 이국현
이국현(李國賢, 1714년 ~ 1780년)은 조선 후기의 무신으로 삼도수군통제사 등을 역임하고, 어영대장(御營大將)을 지냈다. 본관은 전주, 휘는 국현(國賢), 자는 사빈(士賓)이다.

## 생애
덕흥대원군의 7대손이며, 삼도수군통제사 이재항의 4남으로 1714년(숙종 40) 12월 23일 태어났다. 부인은 진사(進士) 안동인(安東人) 김시서(金時叙)의 3녀로 정부인(貞夫人) 김씨(金氏)와 부사(府使) 능성인(綾城人) 구억(具億)의 딸로 정부인(貞夫人) 구씨(具氏)이다.
무과(武科)에 급제하여 영리(營吏)를 거쳐 1741년(영조 17) 8월 11일 선전관(宣傳官)에 제수되었다.
1744년(영조 20) 3월 13일 훈련주부(訓鍊主簿)를 거쳐 이해 9월 28일 도총도사(都摠都事), 선전관을 역임하고, 1747년(영조 23) 8월 17일 본사랑청(本司郞廳), 1748년(영조 24) 윤7월 2일 본사무랑청(本司武郞廳)을 거쳐 1750년(영조 26) 1월 26일 다시 도총도사를 역임하고, 이해 6월 25일 훈련첨정(訓鍊僉正)이 되었다.
1751년(영조 27) 2월 2일 훈련정(訓鍊正), 이해 7월 26일 덕천군수(德川郡守), 공주영장(公州營將)을 거쳐 1753년(영조 29) 4월 28일 우림장(羽林將), 삭주부사(朔州府使)을 역임하고, 1755년(영조 31) 7월 28일 내금장(內禁將)이 되었다.
1756년(영조 32) 2월 12일 철원부사(鐵原府使)를 거쳐 1757년(영조 33) 3월 19일 부호군, 이해 5월 22일 오위장(五衛將)을 역임하고, 10월 28일 남양부사(南陽府使)가 되었다.
1759년(영조 35) 1월 24일 황해수사 겸 옹진부사(黃海水使 兼 甕津府使), 이해 9월 2일 경원부사(慶源府使)가 되었고, 1761년(영조 37) 7월 23일 부호군, 1762년(영조 38) 1월 16일 경상우병사(慶尙右兵使)에 제수 되었다.
1764년(영조 40) 3월 4일 부호군, 이해 5월 13일 선전관, 1765년(영조 41) 5월 21일 경기수사(京畿水使), 이해 6월 25일 북병사(北兵使)가 되었다.
1767년(영조 43) 7월 13일 부호군, 이해 11월 4일 부총관(副摠管)에 제수 되었다.
1768년(영조 44) 행 부호군(行 副護軍), 이해 11월 9일 어영중군(御營中軍)을 역임하고, 1769년(영조 45) 1월 6일 삼도수군통제사에 제수되었다.
1771년(영조 47) 10월 13일 영변부사(寧邊府使), 1773년(영조 49) 1월 8일 부호군, 이해 3월 2일 관성장(管城將), 이해 4월 26일 용호장(龍虎將), 이해 6월 25일 좌변포도대장(左邊捕盜大將), 이해 10월 16일 우변포도대장(右邊捕盜大將)을 역임하였다.
1774년(영조 50) 3월 4일 황해병사(黃海兵使), 이해 9월 21일 행 부호군, 1775년(영조 51) 5월 17일 금군별장(禁軍別將), 이해 11월 12일 훈련도정, 1776년(정조 즉위) 4월 10일 평안병사(平安兵使), 이해 7월 22일 평안감사(平安監司)가 되었다.
1777년(정조 1) 3월 27일 우변포도대장, 1778년(정조 2) 3월 22일 총융사(摠戎使), 이해 8월 6일 어영대장(御營大將), 이해 9월 5일 우변포도대장, 이해 11월 24일 다시 어영대장에 제수되었다.
1779년(정조 3) 11월 11일 다시 총융사(摠戎使)을 역임하고, 1780년(정조 4) 6월 6일 훈련대장(訓鍊大將), 이해 7월 30일 금위대장(禁衛大將), 이해 9월 6일 다시 우변포도대장, 어영대장을 지내고, 경자(庚子) 1780년(정조 4) 9월 24일 향년 67세로 별세하였다.

## 가족 관계
- 아버지 : 삼도수군통제사 이재항
- 양모 : 정부인 청주 한씨(靑州 韓氏) - 통덕랑(通德郞) 한성기(韓聖耆)의 딸
- 생모 : 정부인 광주 정씨(光州 鄭氏) - 정의창(鄭儀昌)의 딸
- 1부인 : 정부인 안동 김씨(安東 金氏) - 진사(進士) 김시서(金時叙)의 3녀
- 2부인 : 정부인 능성 구씨(綾城 具氏) - 부사(府使) 구억(具億)의 딸
  - 양자 : 이형일(李亨一) => 생부는 이국현의 형인 현감 이방현(李邦賢)의 아들
  - 딸 : 창원인(昌原人) 황인유(黃仁裕)에게 하가
- 이복형 : 이수현(李壽賢)
- 친형 : 이지현(李志賢)
- 친형 : 이방현(李邦賢)

| 전임 이한응 | 제128대 삼도수군통제사 1769년 1월 - 1771년 1월 | 후임 장지항 |